# NGC 1321
NGC 1321 (другие обозначения — MCG -1-9-35, MK 608, KUG 0322-031, PGC 12755) — линзовидная галактика в созвездии Эридан. Открыта Уильямом Гершелем в 1784 году. Описание Дрейера: «тусклый, маленький, вытянутый с востока на запад объект, двойной либо с двойным ядром». Галактика удаляется от Млечного Пути со скоростью 2850 км/с, следовательно, удалена на 130 миллионов световых лет и имеет диаметр 35 тысяч световых лет. NGC 1321 расположена на небе близко к NGC 1320, но не связана с ней физически.
В галактике наблюдается повышенное ультрафиолетовое излучение, и потому её относят к галактикам Маркаряна. Причиной является всплеск звездообразования из-за взаимодействия галактик.
Этот объект входит в число перечисленных в оригинальной редакции «Нового общего каталога».